# Эссен, Александр Антонович
Александр Антонович Эссен (1829—1888) — генерал-лейтенант, начальник 6-й кавалерийской дивизии.

## Биография
Родился 13 мая 1829 году, происходил из дворян Эстляндской губернии, сын генерала от кавалерии Антона Антоновича Эссена. Образование получил в Школе гвардейских подпрапорщиков и кавалерийских юнкеров, выпущен 14 августа 1847 года корнетом в лейб-гвардии Уланский Её Величества полк. 3 апреля 1849 года произведён в поручики (со старшинством от 14 августа 1848 года).
С 26 мая по 31 октября 1849 года находился в Венгрии, где сражался с повстанцами.
6 декабря 1851 года получил чин штабс-ротмистра.
В 1854 году по случаю открытия военных действий с Аиглией, Францией и Турцией, при оборонительных мерах, предпринятых для обеспечения берегов Балтийского моря, находился в составе Петергофского отряда с 15 января по 2 сентября того же года. За отличие 27 апреля 1855 года назначен флигель-адъютантом. 14 июля 1855 года был командирован курьером в Крым к главнокомандующему Южной Армией генерал-адъютанту князю Горчакову, и находился при нём с 19 июля по 7 августа того же года на позиции на Инкерманских высотах, а 4-го числа участвовал в сражении с англо-французами на Чёрной речке и Федюхиных высотах и 13 августа награждён орденом св. Анны 3-й степени с мечами.
По возвращении в Санкт-Петербург был послан в Выборг, где по Высочайшему повелению раздавал знаки отличия военного ордена нижним чинам, отличившимся в деле против англичан у Транзунда. В октябре 1855 года сопровождал императора Александра II в Николаев.
С 7 августа по 19 сентября 1856 года находился в числе свиты Александра II в Москве по случаю коронования Их Императорских Величеств, во время празднеств 26 августа получил чин ротмистра.
Продолжая службу в лейб-гвардии Уланском полку Эссен за отличное исполнение возложенных поручений во время командировки в Варшаву 17 апреля 1859 года получил орден св. Владимира 4-й степени.
В 1861 году по Высочайшему повелению находился в командировке в Симбирской губернии по крестьянскому делу. В 1862—1863 годах Эссен неоднократно совершал командировки в различные губернии для наблюдения за рекрутскими наборами и 30 августа 1863 года за отличное исполнение данных ему поручений был награждён орденом св. Анны 2-й степени с мечами, а 15 ноября следующего года ему была пожалована императорская корона к этому ордену.
25 июля 1865 года назначен командиром 8-го гусарского Лубенского Его Императорскаго Высочества эрц-герцога Австрийского Карла Людвига полка.
27 марта 1866 года Эссен за отличие по службе был произведён в генерал-майоры с назначением в свиту Его Величества и с зачислением по армейской кавалерии и 23 июня сдал полк новому командиру.
30 августа 1868 года награждён орденом св. Владимира 3-й степени.
22 ноября 1868 года Эссен получил в командование лейб-гвардии Уланский Её Величества полк. Прибыл и вступил в командование полком 3 декабря. По случаю увольнения начальника 2-й гвардейской кавалерийской дивизии в отпуск, с 20 июля по 21 августа 1869 года исполнял обязанности временного командующего этой дивизией.
6 августа 1870 года Эссен вошёл в число членов Главного комитета по устройству и образованию войск и 30 августа того же года «за отлично-усердную и ревностную службу» был награждён орденом св. Станислава 1-й степени. 30 августа 1872 года награждён орденом св. Анны 1-й степени. 4 мая 1873 года получил от прусского короля орден Красного орла 2-й степени со звездой.
Высочайшим приказом от 2 октября 1873 года Эссен был назначен командиром 1-й бригады 2-й гвардейской кавалерийской дивизии, с оставлением в звании командира полка. 18 декабря 1873 года Эссен возглавил 3-ю бригаду 2-й гвардейской кавалерийской дивизии и сдал полк 28 декабря.
Высочайшим приказом от 27 июля 1875 года назначен командующим 6-й кавалерийской дивизии и 30 августа награждён орденом св. Владимира 2-й степени. 30 августа следующего года произведён в генерал-лейтенанты с утверждением в должности начальника дивизии. 30 августа 1879 года награждён орденом Белого орла.
4 июня 1883 года Эссен был зачисле в запас гвардейской кавалерии. 6 мая (по другим данным 28 июля) 1884 года он был награждён орденом св. Александра Невского.
Скончался Эссен 31 декабря 1888 года, из списков исключён 12 января 1889 года.